# バルベーラ
バルベーラ (伊: Barbera) はイタリアの赤ワイン用ブドウ品種であり、2010年の時点でイタリアにおいて (サンジョヴェーゼとモンテプルチャーノに次いで) 3番目に栽培面積の大きな黒ブドウである。バルベーラは収量が高く、そのワインは深い色味とフルボディ、控えめなタンニン、強めの酸味で知られている。
若飲み用の微発泡タイプから長期熟成に耐えるしっかりとしたものまで、さまざまな赤ワインの生産が可能である。最も有名な原産地呼称はピエモンテ州のバルベーラ・ダスティ DOCG (Barbera d'Asti DOCG) であり、2014年に独立し品質の最も高いとされるニッツァ DOCG (Nizza DOCG) も、バルベーラ・ダスティの生産地域内にある下位区分地区である。バルベーラのワインは、若いうちはみずみずしい赤いチェリーやブラックベリーのきわめて強いアロマを出す。最も軽口のタイプならばチェリーのほかにラズベリーやブルーベリーのようなアロマを帯びるが、完熟度のもっと高いブドウを使用した場合はブラックベリーやダークチェリーのようなアロマとなる。

## 歴史

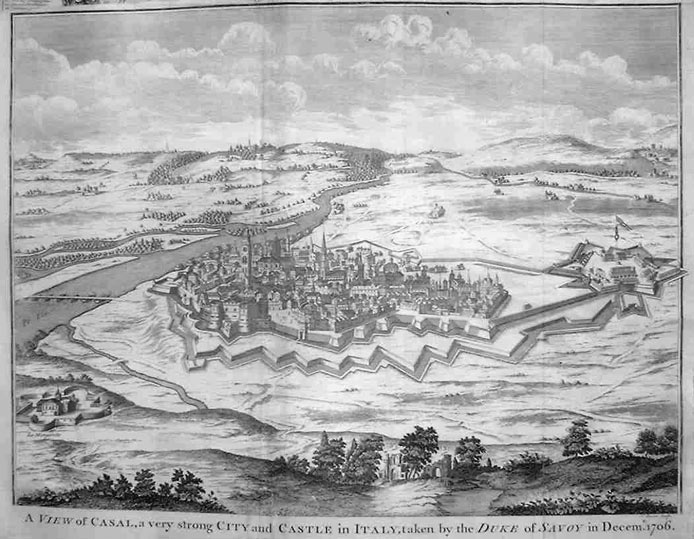
カザーレ・モンフェッラート市街を描いた18世紀の版画。バルベーラの栽培にかんする最古の記録が、同地の大聖堂に保管されている。

バルベーラはイタリアのピエモンテ州中部、モンフェッラート地方の丘陵地帯に起源をもつと考えられ、同地ではこのブドウが13世紀より知られている。カザーレ・モンフェッラートの大聖堂収蔵の記録には、1246年から1277年にかけてのブドウ畑の土地貸与契約が記されており、当時のバルベーラの呼び名であった「バルベクシヌスの良いブドウ樹 (de bonis vitibus barbexinis) 」 が植えられていたという記述がある。しかしながら、ブドウ品種学者のひとりピエール・ヴィアラは、バルベーラの原産地はロンバルディア州のオルトレポー・パヴェーゼ (パヴィア県ポー川以南の地域) ではないかと推測している。19世紀および20世紀には、イタリア移民の波とともにバルベーラも南北アメリカ大陸に到来し、なかでもカリフォルニア州とアルゼンチンに定着することとなった。 ピエモンテ州を揺るがした事件として、1986年に、バルベーラの複数のワイン生産者が自分たちのワインに違法にメタノールを添加するというスキャンダルが発生し、19人が死亡したほか、さらに15人が失明した。マスメディアによって悪評が広まった結果、バルベーラの販売と植栽はじりじりと減少していき、1990年代後半にはイタリアで2番目に栽培面積の大きい黒ブドウ品種の座をモンテプルチャーノに奪われることとなった。

## ブドウ栽培

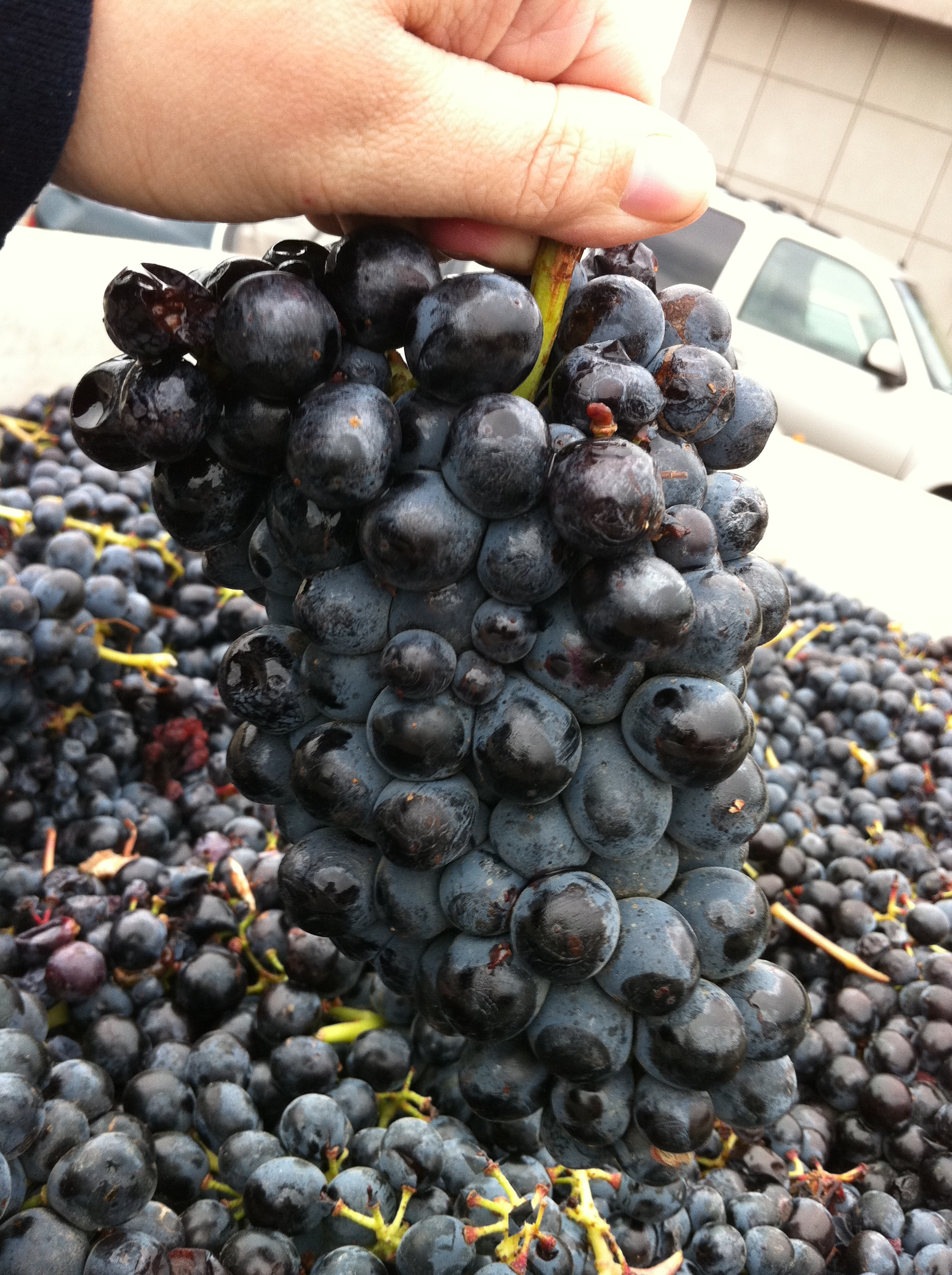
収穫されたバルベーラの果房（ワシントン州コロンビア・ヴァレー AVA）

バルベーラの果房は長円錐形で岐肩があり、着粒密度が高い。果粒は中程度の大きさの長円形をしており、深い青色をしている。果皮は薄くて丈夫であり、蝋質の粉で覆われている。バルベーラはピエモンテ州の主要な黒ブドウ品種のなかで最も果皮の色味が濃く、ネッビオーロの2倍近くのマルビンを含んでいる。
バルベーラのブドウ樹は非常に樹勢があり、剪定などを行なって抑制しなければ高い収量を出すことができる。収量が過剰だと果実の質が下がってバルベーラ本来の酸味と尖った感じが際立ってしまう。ピエモンテ州では、日射量が理想よりも少ないブドウ畑ですら、収量が高く成熟するのがネッビオーロよりも2週間早いことで、このブドウは高く評価されている。そのおかげでアルバのようなピエモンテ州のワイン生産者は、最良の区画をもっと栽培の難しいネッビオーロに割り当てながらも、バルベーラで高品質のワインを生産することができるのである。バルベーラの収穫は、通常9月後半から10月前半にかけてであり、ドルチェットの収穫から2週間後というのが通例である。近年では、試験的にバルベーラの収穫を遅らせて糖度を上げ、より重口で果実味を前面に出したワインを作ろうとする生産者もいる。こうした生産者の場合、収穫年によってはバルベーラの収穫がネッビオーロよりも後になることさえある。
バルベーラは多種多様なブドウ畑の土壌に適応できるが、肥沃度の低い石灰質土壌や粘土質のローム層において最もよく繁茂する傾向にある。砂質土壌は樹勢と収量を抑えるのに役立つ。長い歴史をもつ多くのブドウ品種と同様、バルベーラにも突然変異体やクローンの発生がみられ、さまざまなクローンやバイオタイプ（同一の遺伝子型をもつ生物型）が確認されている（バルベーラ・グロッサ (Barbera Grossa) など）。それぞれのクローンは果房の大きさや形状で識別でき、果房の小さなクローンのほうが高品質のワインを生み出す。近年、ブドウ栽培家たちはバルベーラの葉巻ウイルスに対する耐性を高めるために、クローンの選別に努めている。

## ワイン醸造

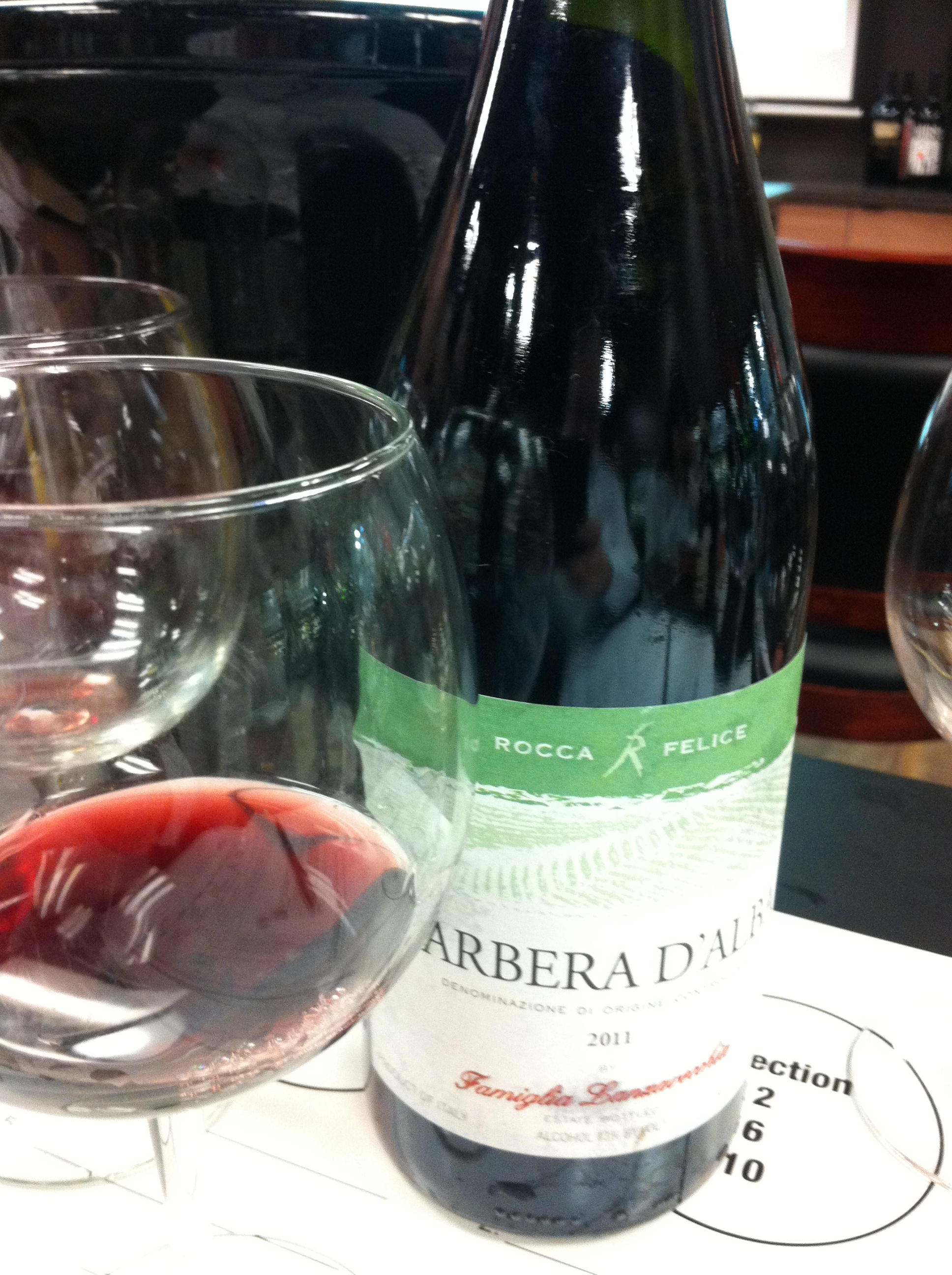
ピエモンテ州で生産されるバルベーラ・ダルバのワイン

バルベーラを用いるワイン生産者たちは、このブドウのもつ強い酸味と中程度の渋味にかんして、さまざまな対策をとっている。もっとも一般的な方法は、酸味と渋味の弱い品種をブレンドすることで、最終的によりまろやかでバランスのとれたワインにするというものである。
1970年代にフランスのワイン醸造学者であるエミール・ペイノーは、バルベーラを使用するワイン生産者に、オークのスパイス的なニュアンスと酸素化を加えてワインをまろやかにするため、オークの小樽を使って発酵と熟成を行なうことを勧めている。添加された酸素は、バルベーラの還元しやすい性質を抑えて不快な硫化水素臭 (還元臭) の発生を防ぐともされている 。オーク由来の多糖類はバルベーラの濃醇さを高めるということが判明している。当時、ペイノーの提言は伝統志向のバルベーラワイン生産者から抵抗を受けたが、サンジョヴェーゼにオーク新樽での仕込みを導入した「スーパータスカン」の成功をうけて、多くの生産者が考えを改めた。酸素化やスパイスのニュアンス以外にも、オークからは木材由来のタンニンがワインに移り、ブドウのフェノール化合物由来のタンニンほど強い渋味を増すことなく、ワインに骨格を与える。この手法は、浸漬 (マセラシオン) 時間の短縮と合わせて、よりまろやかなワインの醸造に貢献した。収量を少なくしたり、もっと完熟させて果実味と糖度を高めたりすることも、バルベーラの強い酸味とのバランスを改善することが分かっている。

## ワイン生産地域

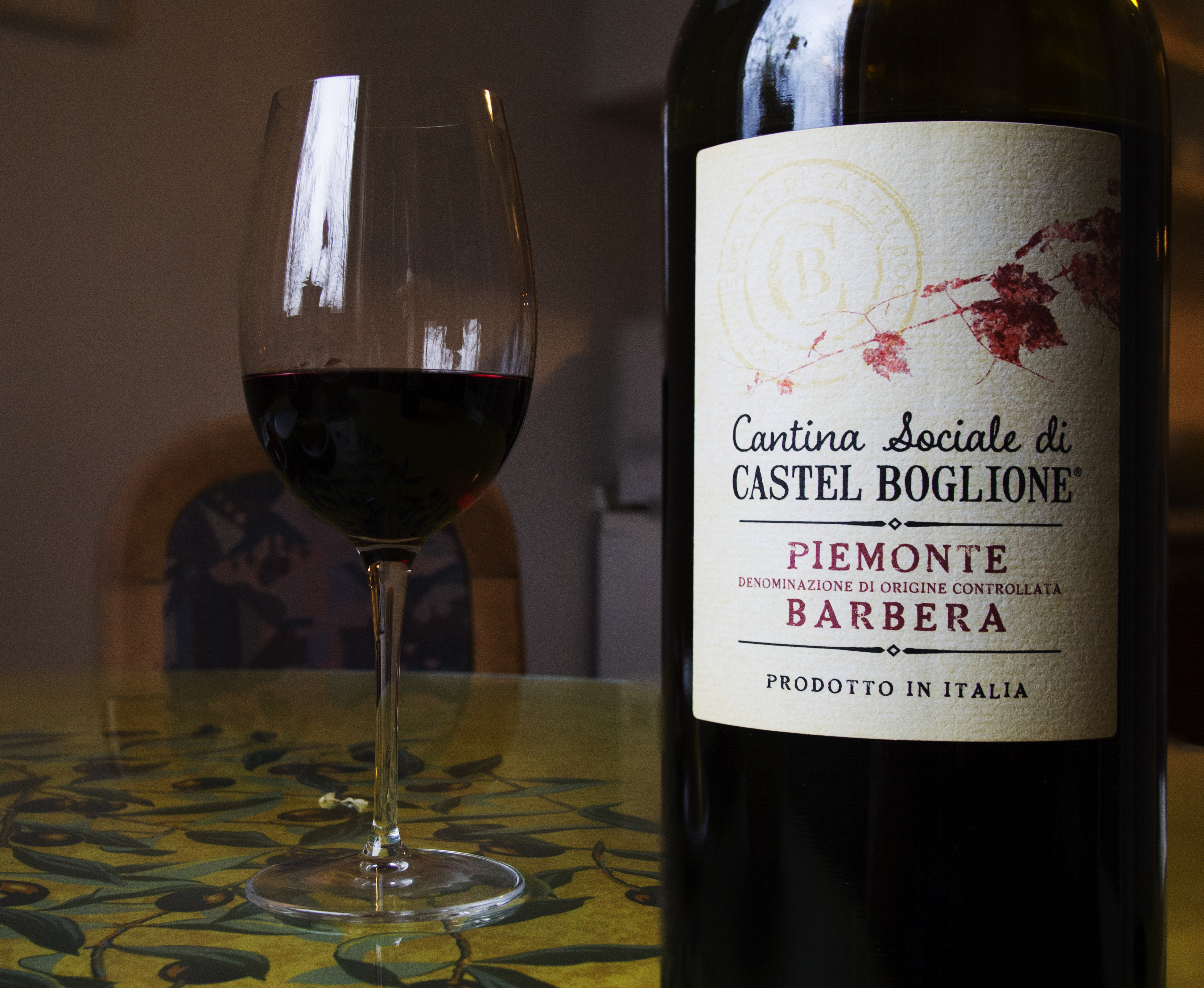
ピエモンテ DOCのバルベーラのセパージュワイン

イタリア北西部がバルベーラ栽培の本場であるが、ニューワールドの多くの地域ではイタリアからの移民によってバルベーラが伝播し、ブレンドワインに使用した際にこのブドウが出す「フレッシュな」酸味が評価されている。バルベーラはイタリア北西部、とくにモンフェッラートと、北西部ほどではないが以南の地域でも見受けられる。2010年の時点で、ピエモンテ州で植栽されているブドウ樹のうち、30%がバルベーラであった。バルベーラネッビオーロと同じような環境を好むが、ネッビオーロのほうが収益性が高い (2倍近く) ため、最良の区画では後者が栽培されている。バルベーラのほうが成熟期が早いため、ネッビオーロよりも標高が低く気温も低めの斜面など、2番手以降の区画で栽培される。バルベーラ・ダルバ DOC (Barbera d'Alba DOC) の認定地域であるアルバの一帯においてバルベーラの栽培が比較的少ないのは、こうした事情による。したがって、最も有名なバルベーラのワインは、バルベーラ・ダスティ DOCG (Barbera d'Asti DOCG) のものとなる。バルベーラ・デル・モンフェッラート  DOC (Barbera del Monferrato DOC) -- 微発泡のスパークリングワイン (フリッツァンテ) になることが多い -- は、ほとんど輸出されることがない。

### イタリア

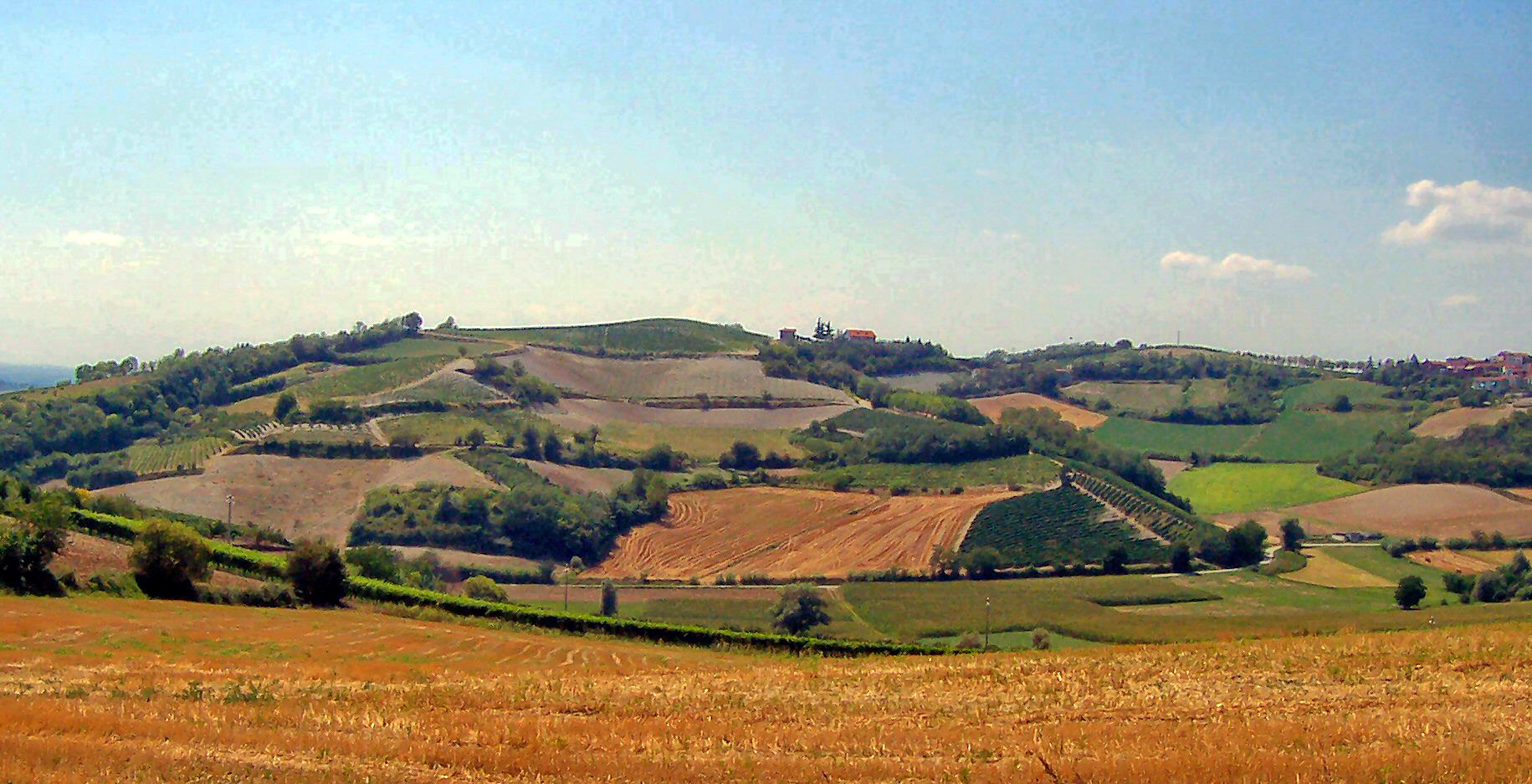
モンフェッラート地区の景観

2010年時点でバルベーラの国内栽培面積は20,524ヘクタール (50,720エーカー) あり、イタリアでは6番目に栽培面積の広いブドウ品種であった (黒ブドウ品種としては3番目) 。20世紀後半の最盛期には、栽培面積は50,000ヘクタール (120,000エーカー) を上回っていたが、1980年代の「メタノール・スキャンダル」の結果として、また輸出の原動力となる国際市場をもたなかったために、この数字は下降していった。国内栽培面積の60%以上を占めるピエモンテ州では、バルベーラはアスティおよびモンフェッラートで広く栽培されている。キャンティ・クラッシコのような公式に定められた「クラッシコ」の該当地区は存在しないものの、アスティ県のニッツァ・モンフェッラート、ヴィンキオ、カステルヌオーヴォ・カルチェア、アリアーノ・テルメ、ベルヴェリオ、ロッケッタ・ターナロといった町を取り巻く一帯が、地元住民のあいだではピエモンテ州におけるバルベーラの「中心地」だと見なされている。2001年、ニッツァはバルベーラ・ダスティ DOC内の下位区分地区として正式に認定され、2014年に独自のD.O.C.G.認定地域として認められた。アスティ県内で最も温暖な地区であるニッツァは、このブドウの強い酸味に釣り合うくらいの糖度をもった完熟度の最も高いバルベーラを生み出せるだけの力がある。バルベーラ・ダスティのワインは色味が明るくエレガントになる傾向があるのに対し、バルベーラ・ダルバはもっと色味が深く、濃厚で力強い果実味を帯びやすい。アルバの一帯では、ブドウ畑の最良の区画はネッビオーロに供され、バルベーラは下の等級の区画に回されるため、バルベーラ・ダルバ DOCのラベル表記をもつワインは質・量ともに限られてしまう。バルベーラ・デル・モンフェッラート DOCは、フレイザ、グリニョリーノ、ドルチェットを最大15%ブレンドさせたバルベーラのワインであり、微発泡であることもある。

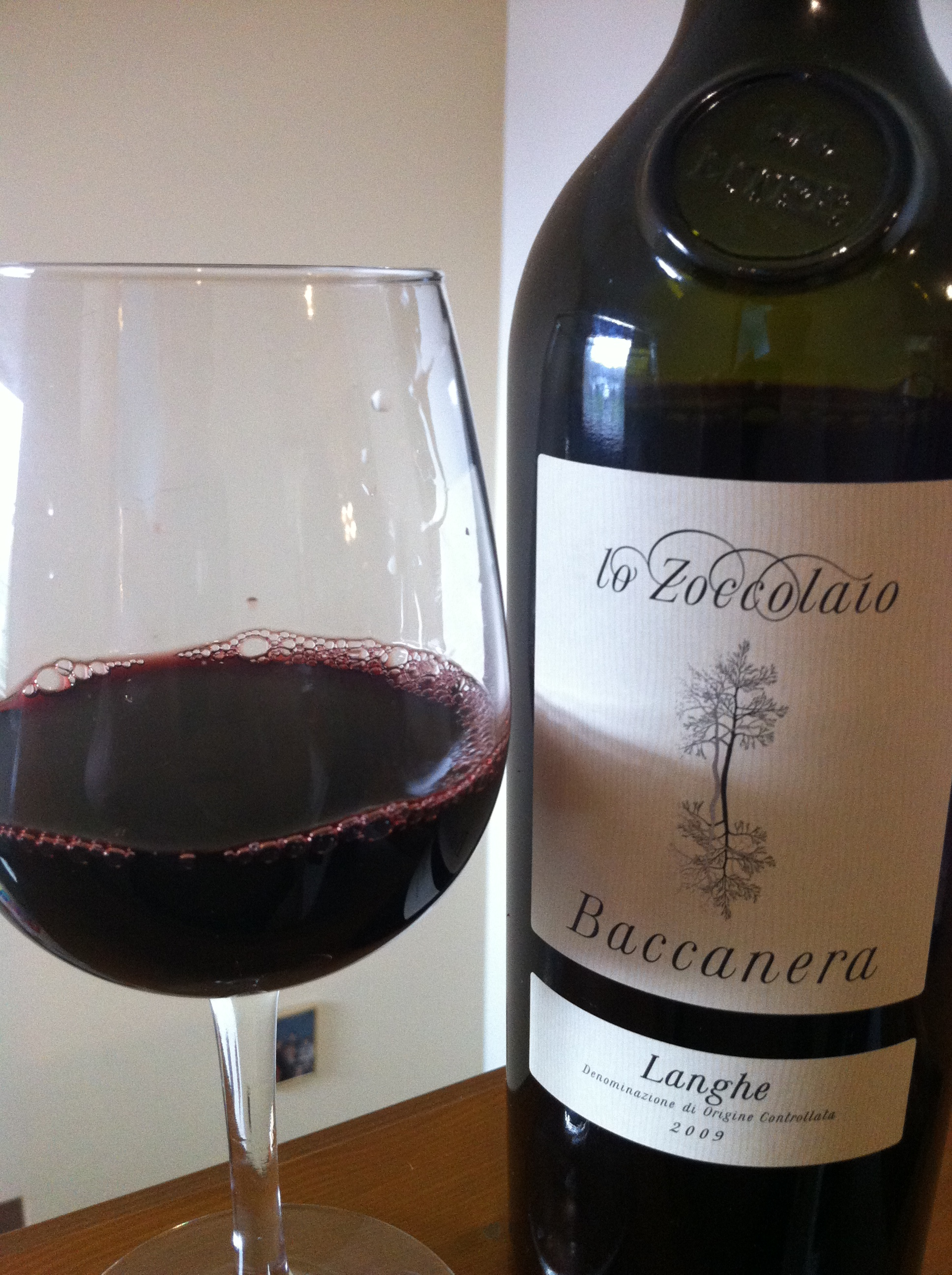
ピエモンテ州ランゲ DOCの、カベルネ・ソーヴィニヨンとバルベーラをブレンドしたワイン

ピエモンテ州以外でもバルベーラはイタリア全土でみられ、大量生産のテーブルワインにブレンドされることも多い。ロンバルディア州では、オルトレポー・パヴェーゼ DOC (Oltrepò Pavese DOC) にバルベーラのセパージュワイン (バルベーラの使用率85%以上) があり、熟成期間24ヶ月以上のリゼルヴァから微発泡のフリッツァンテまで幅広い種類をもつ。また通常のロッソ (赤) およびロザート (ロゼ) にも、バルベーラ種が25-65%使用されている (他にブレンドされているのはクロアティーナ、ウーヴァ・ラーラ、ウゲッタ (ヴェスポリーナ) 、ピノ・ネロ (ピノ・ノワール) など) 。同じくオルトレポー・パヴェーゼの地域内にある甘口ワインのサングエ・ディ・ジューダ DOC (Sangun di Giuda DOC) も、同じような比率でバルベーラが使用されている。エミリア＝ロマーニャ州では、バルベーラはピアチェンツァ、パルマ、ボローニャ周辺の丘陵地にみられる。ピアチェンツァ周辺の一帯に位置するグットゥルニオ DOC (Gutturnio DOC) の赤ワインのように、バルベーラはもっとまろやかなクロアティーナとブレンドされることが多い。 
第二次世界大戦後、プッリャ州およびカンパーニャ州のワイン産業が復興するうえで、収量が高く機械での収穫に適応しやすいバルベーラは重要な役割を果たした。アリアニコを主体とするタウラージ (Taurasi) が1970年にD.O.C.に認定された際には、バルベーラを30%までブレンドすることが認められていた。1993年にD.O.C.G.に昇格して規定に品種名が明記されなくなった後も、「その他の地元産黒ブドウ品種」としてサンジョヴェーゼ、ピエディロッソと並んで最大15%までの使用が認められている (ただし実際に使用されることはほとんどない) 。

### イタリア以外の地域
2010年時点でイタリア以外の地域におけるバルベーラの栽培面積は3,500ヘクタールを超えているものの、ヨーロッパでは、スロベニアのアドリア海沿岸部プリモルスカ地方やクロアチア、ギリシャ、ルーマニアでわずかに植栽されているのを除き、バルベーラを見かけることはほとんどない。
イタリア移民の影響により、バルベーラの植栽は南米の各地、とくにアルゼンチン、ブラジル、ウルグアイに散見される。バルベーラはアルゼンチンで広く栽培されており、栽培面積は2010年時点で546ヘクタールあった。栽培面積の大部分はメンドーサ州およびサン・ファン州が占め、ピエモンテ州のもののようなセパージュワインを作る生産者も存在する (ノートンなど)。
オーストラリアには1960年代にカリフォルニア大学デイヴィス校からバルベーラの挿木が輸入され、2015年時点での国内栽培総面積は110ヘクタールであった。ニューサウスウェールズ州のマジーでの栽培の歴史は長く、1974年設立のワイナリーであるモントローズのワイン醸造家、カルロ・コリーノが栽培を開始したイタリア系ブドウ品種のなかにバルベーラが含まれていた。カルロ・コリーノやトマス・フィアスキといったイタリア人醸造家が先駆者となり、イタリア系品種を栽培するワイナリーが数多く生まれた（ディ・ルッソ・ワインズ、ファースト・リッジ・エステート、スキムストーンなど）。現在では数多くのワイン生産地域でバルベーラが植栽されている。破砕量の割合ではリヴァリーナが大半 (69%) を占め、ビクトリア州のキング・ヴァレー (9%) 、サウスオーストラリア州のマクラーレン・ヴェール (4%) 、アデレード・ヒルズ (3%) 、ニューサウスウェールズ州のハンター・ヴァレー (3%) が続く。バルベーラの果実の成熟期はシラーズおよびメルローとほぼ同じで、カベルネ・ソーヴィニヨンやネッビオーロよりやや早い時期であることから、理論的にはオーストラリアのワイン生産地域の多くがバルベーラの栽培に適していることになるが、理想的なテロワールの特定には至っていない。 
南アフリカ共和国の生産者たちは、マームズベリやウェリントン、パールといった温暖な気候の地域でバルベーラの栽培を始めている。
アメリカ合衆国におけるバルベーラの栽培面積は2010年時点で2,798ヘクタールあり、その大半はカリフォルニア州が占めている。バルベーラは同州に導入されて最も成功したピエモンテのブドウ品種のひとつであり、1880年代にクパティーノで栽培されたのが最初である。バルベーラはセントラル・ヴァレーで広く栽培されており、大量生産のジャグワイン (バルクワインの一種) のブレンド用品種となっている。20世紀末以降、イタリアのブドウ品種のワインがブームになってから、カリフォルニア州のワイン生産者にもバルベーラで高品質のセパージュワインを生産しようとする者が増えた。比較的冷涼なワイン生産地域であるナパやソノマでは成功例もみられるほか、栽培の歴史の長いセントラル・ヴァレーのシエラ・フットヒルズ AVAでも複数の生産者が高い評価を得ている (ヨルバやジェフ・ランクウィストなど) 。ワシントン州では、生産者たちがバルベーラの試験的栽培をレッドマウンテン AVAやワラワラ AVA、コロンビア・ヴァレー AVAで行なっており、これらの若いブドウ樹から作られたワインは、複雑さや熟成によって引き出される力においては限られるが、イチゴのような香りのする果実味の強いワインになる。これら以外にも、バルベーラの栽培はアリゾナ州、ニューメキシコ州、オレゴン州、テキサス州にみられる。

## ワインの特徴
広く栽培されている多くのブドウ品種と同様にバルベーラの場合も、若飲み用の軽口のワインから、長期熟成を要するようなもっと力強くがっしりとしたワインまで、幅広い品質や種類のものが存在する。バルベーラのどのタイプのワインにもみられるような特徴はあり、これには深いルビー色、顕著な酸味、通常やや控えめなタンニンなどが当てはまる。また、ピエモンテ州のワインには華やかなチェリーの芳香のするものもある。その酸味によってバルベーラは、通常酸味の強化が必要とされるより高温な気候の地域（オーストラリア、アルゼンチン、カリフォルニアなど）において、重宝される栽培品種となっている。また、その色味によってもバルベーラはブレンド用の品種として重宝されており、かつてバローロおよびバルバレスコでは、本来色味の明るいネッビオーロ種のワインに色味を付加する目的でバルベーラが用いられていた。
発酵や熟成の過程におけるオーク樽の使用は、バルベーラの風味や骨格に際立った影響を与えることがある。樽のかかったバルベーラは、プラムやスパイスのような特徴が増し、より濃醇でまろやかなワインになる傾向がある。年月を経て木質の弱まったオーク樽を用いて作ったワインは、生き生きとしたアロマやチェリーのような特徴をより強く残しやすい。バルベーラの酸味に釣り合うよう糖度を上げるため、収穫時期を遅らせる生産者もいるが、果実が熟れすぎるとレーズンのような風味になることもある。

## 他のブドウ品種との関係
ヴェネト州コネリアーノにあるブドウ栽培試験所のブドウ樹育種家ジョヴァンニ・ダルマッソは、バルベーラを親種の片方にしてさまざまな交配種を開発した。ダルマッソは、 (当初ネッビオーロと考えられていたがのちにフランスに古くからあるワイン用ブドウ品種シャチュー (Chatus) と判明した) ネッビオーロ・ディ・ドロネーロ (Nebbiolo di Dronero) とバルベーラを掛け合わせ、アルバロッサ (Albarossa) 、コルナレア (Cornarea) 、ネッビエラ (Nebbiera) 、サン・ミケーレ (San Michele) 、ソペルガ (Soperga) などの品種を生み出した。
バルベーラが親種となっているブドウ品種としては、エルヴィ (Ervi)  (クロアティーナとの交配種) 、インクローチョ・テルツィ 1 (Incrocio Terzi 1)  (カベルネ・フランとの交配種) 、ニグラ (Nigra)  (メルローとの交配種) 、プロデスト (Prodest)  (同じくメルローとの交配種) などもある。
名前は似ているが、バルベーラはカンパーニャ州のワイン用ブドウ品種バルベーラ・デル・サンニオ (Barbera del Sannio) ともサルデーニャ州のワイン用葡萄品種バルベーラ・サルダ (Barbera Sarda) とも遺伝子上の類縁関係にはない。またDNA型鑑定の結果、ピエモンテ州のブドウ品種バルベーラ・ビアンカ (Barbera bianca) も、バルベーラの色素変異体ではなくまったく別の品種であることが判明している。ユリウス・クーン研究所のブドウ国際品種目録 (VIVC) はバルベーラ・デル・サンニオを独立した品種として登録している一方、2019年時点でイタリア政府の農業省は別個の品種として認定しておらず、一部のD.O.C.やI.G.T.の規定では「バルベーラ」として扱い続けている (サンニオ DOCなど) 。
シチリアで栽培されている黒ブドウ品種のペッリコーネ (Perricone) (またはピニャテッロ (Pignatello) ) は、バルベーラではないかと推測されていたことがあるが、現在では国内外においても別品種として登録されている。
近年の研究においてバルベーラがフランスおよびスペインのブドウ品種であるムールヴェードルと類縁関係にある可能性が指摘されたが、DNA型のデータはこの仮説を否定している。

## 別名
バルベーラはイタリアおよび世界各地においてさまざまな現地名で知られている。以下に挙げるのはその一部である: バルベル・ア・ラスポ・ロッソ (Barber a Raspo) 、バルベーラ・ア・ペドゥンコロ (Barbera a Peduncolo) 、バルベーラ・アマーロ (Barbera Amaro) 、バルベラ・ツルナ (Barbera Crna, クロアチア) 、バルベーラ・フォルテ (Barbera Forte) 、バルベーラ・ア・メルカンティーレ (Barbera Mercantile) 、バルベーラ・ネーラ (Barbera Nera) 、バルベーラ・ノストラーナ (Barbera Nostrana) 、バルベーラ・リッチア (Barbera Riccia) 、バルベーラ・リッサ (Barbera Rissa) 、バルベーラ・ローザ (Barbera Rosa) 、バルベーラ・ヴェーラ (Barbera Vera) 、バルベローネ (Barberone) 、 バルベクシヌス (Barbexinus) 、ベザーニョ (Besagno) 、コス・バルブサン (Cosses Barbusen) 、ガイエット (Gaietto) 、ロンバルデスカ (Lombardesca) 、ウゲッタ (Ughetta) など。